# Boulevard Victor-Hugo (Clichy)
Pour les articles homonymes, voir Boulevard Victor-Hugo.
Le boulevard Victor-Hugo est une voie publique de la commune de Clichy, dans le département français des Hauts-de-Seine.

## Situation et accès

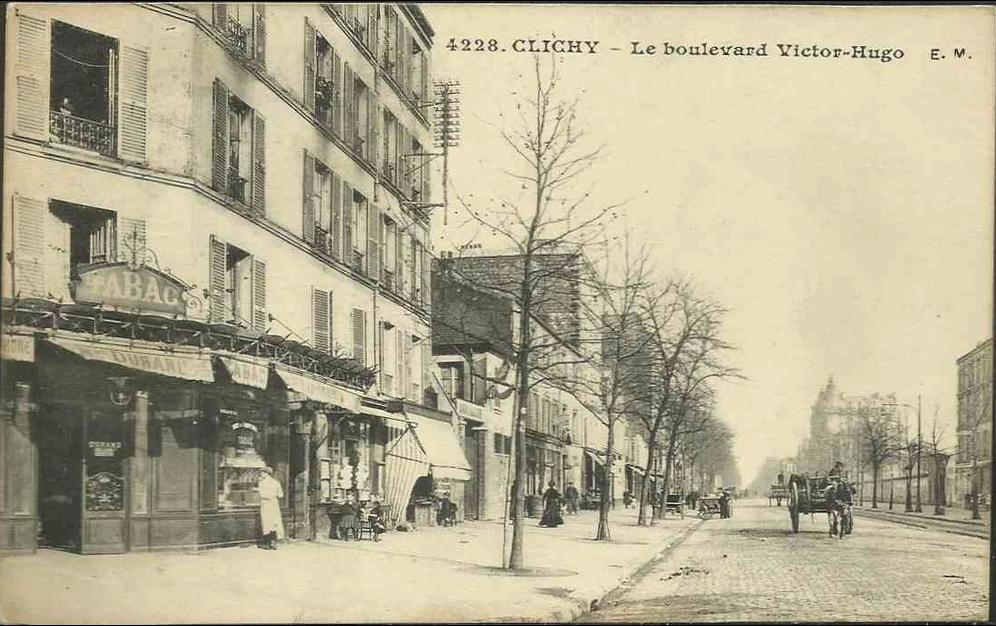
Clichy: Le boulevard Victor-Hugo.

Du côté ouest, débutant au croisement de la rue de Paris et du boulevard de Douaumont parallèle au boulevard périphérique de Paris, ce boulevard suit le tracé de la RD 912, anciennement Route de la Révolte. Il croise ensuite le boulevard du Général-Leclerc. Le boulevard passe alors dans un tunnel sous la ligne de La Plaine à Ermont - Eaubonne. Arrivant à la ZAC des Docks de Saint-Ouen, ancien site pétrolier de Total, elle marque le début de l'avenue du Capitaine-Glarner sur la place éponyme. Sur son dernier tronçon, ce boulevard est piéton, et marque l'entrée de la ville de Clichy (Porte de Clichy).
Il est parcouru par les lignes de bus RATP 74, 138 et 173.

## Origine du nom
Ce boulevard porte le nom de l'écrivain français Victor Hugo (1802-1885).

## Historique

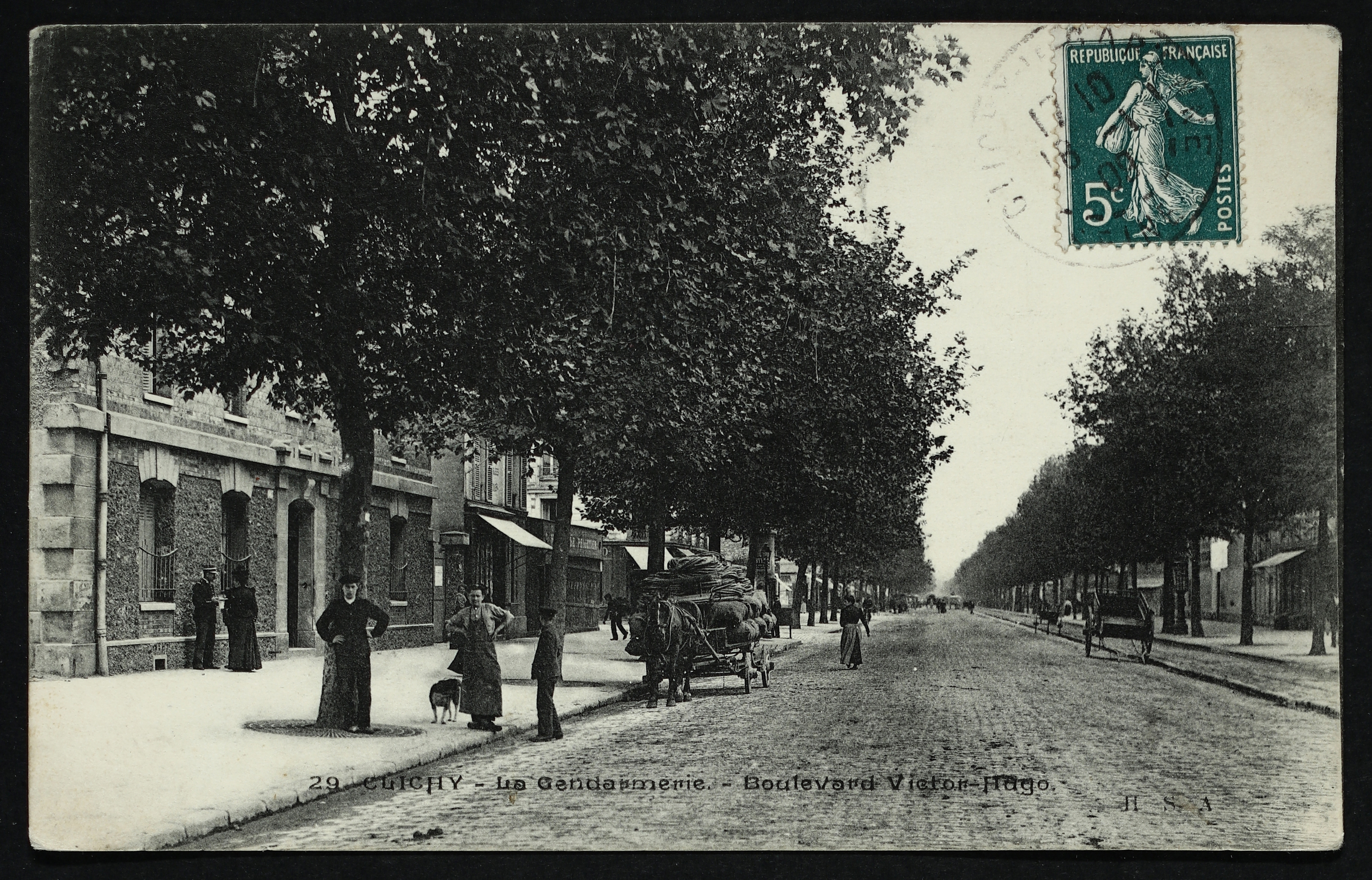
L'ancienne gendarmerie, vers 1900.

Le tracé du boulevard Victor Hugo a été établie en 1745, à la demande du roi Louis XV, qui souhaitait pouvoir joindre Saint-Denis à Versailles, sans passer par Paris. Dans son prolongement, le boulevard de Douaumont faisait partie de Clichy avant son annexion par Paris en 1930, et constituait lui-même un tronçon du boulevard Victor-Hugo.

## Bâtiments remarquables et lieux de mémoire
- Cimetière des Batignolles, ouvert en 1833
- Gare de Saint-Ouen
- Poste électrique de Saint-Ouen, en face de la rue Louis-Blanc
- Station de métro Mairie de Saint-Ouen